# Парламентский пристав
Парламентский пристав — должностное лицо парламента, не являющееся его депутатом, присутствующее на его заседаниях и выполняющее решения собрания или его председателя по поддержанию порядка, задержанию или удалению нарушителей, обеспечению кворума. Помимо дисциплинарных, может быть наделён и иными, в том числе церемониальными, функциями.

## В парламентах разных стран

### Британия
Служба парламентских приставов берёт своё начало в 1415 году в британской палате общин, куда приставы (англ. Serjeant-at-Arms) первоначально назначались королём. В палате лордов аналогичная должность носит название герольдмейстера (англ. Gentleman Usher of the Black Rod). В настоящее время сводятся к обеспечению дисциплины и участия в церемониях: парламентский пристав вносит в зал булаву перед началом заседания палаты общин, вместе с герольдмейстером сопровождает монарха для произнесения тронной речи при открытии парламента. В Великобритании пост парламентского пристава традиционно занимают отставные высшие офицеры вооружённых сил или полиции. Назначения государственных служащих случаются редко. Джилл Пей, парламентский пристав палаты общин с 2008, стала первой женщиной в этой должности.
Из британского парламента должность пристава переняли парламенты других государств, как бывших британских колоний, так и стран, испытавших влияние британской политической системы.

### Россия
В Российской империи существовал институт думских приставов — лиц, заведовавших поддержанием порядка в Государственной думе. По указанию председателя приставы имели право применить к депутатам силовые меры за нарушение распорядка. Последним приставом Государственный думы был барон Эрик Николаевич фон-Ферзен.

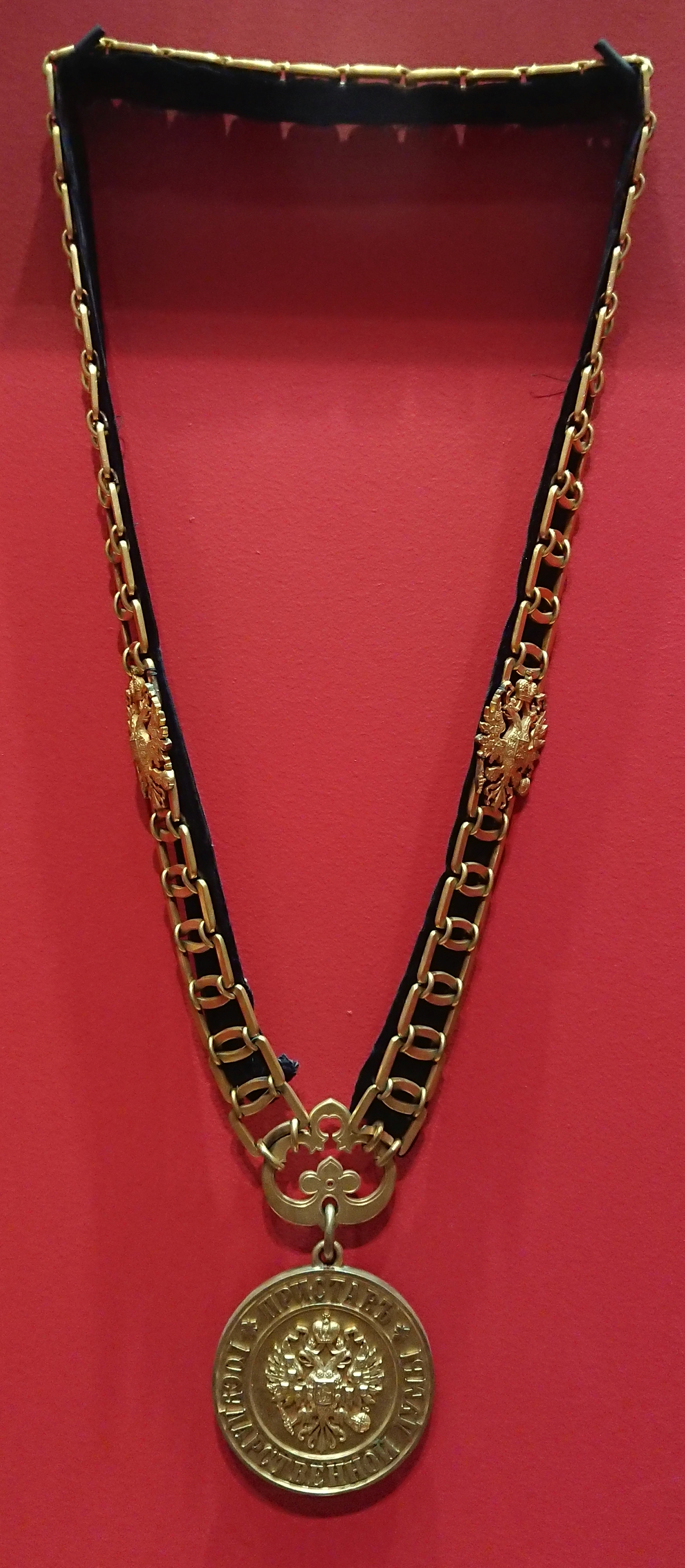
Медаль пристава Государственной Думы Российской империи
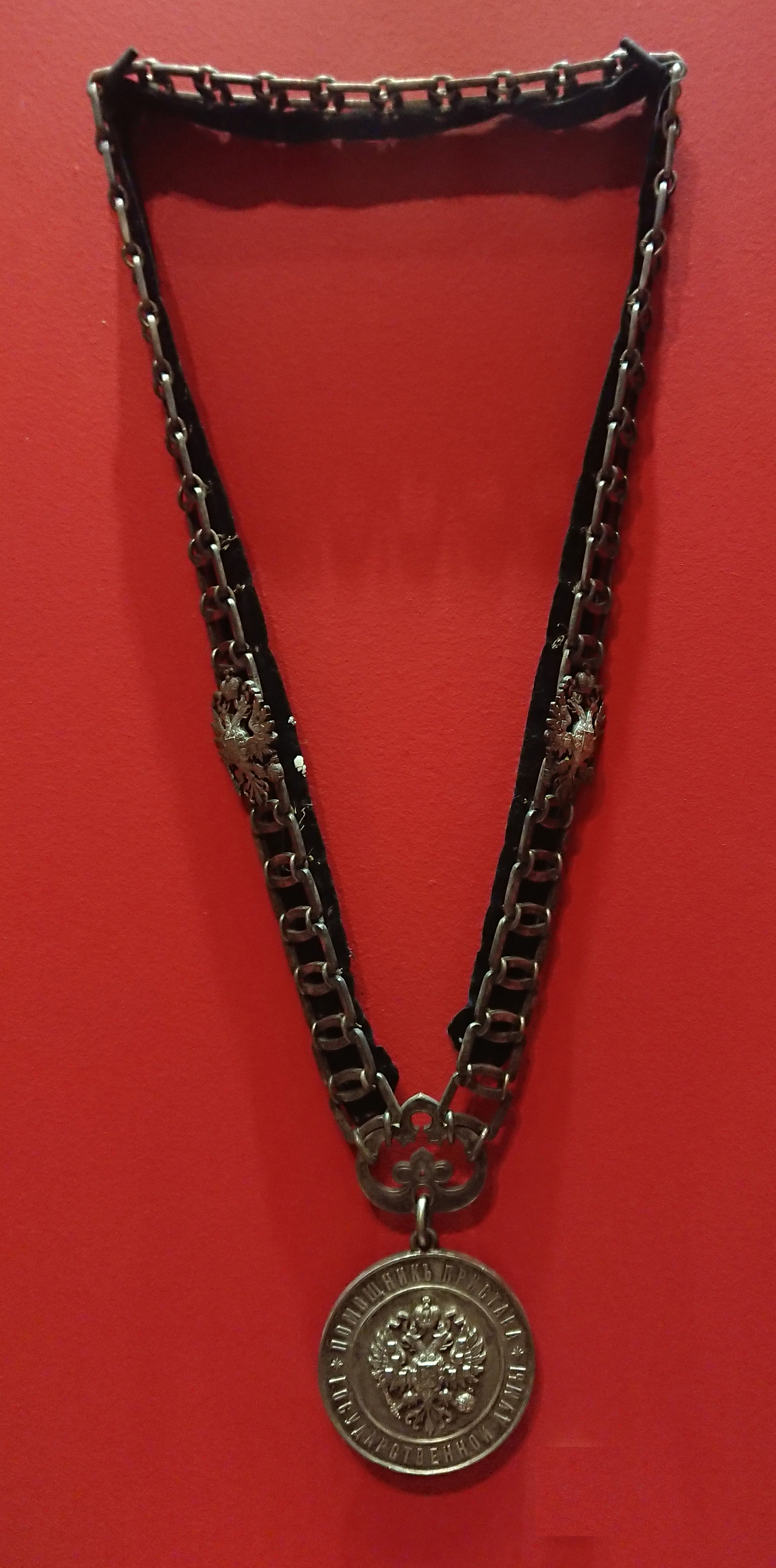
Медаль помощника пристава Государственной Думы Российской империи
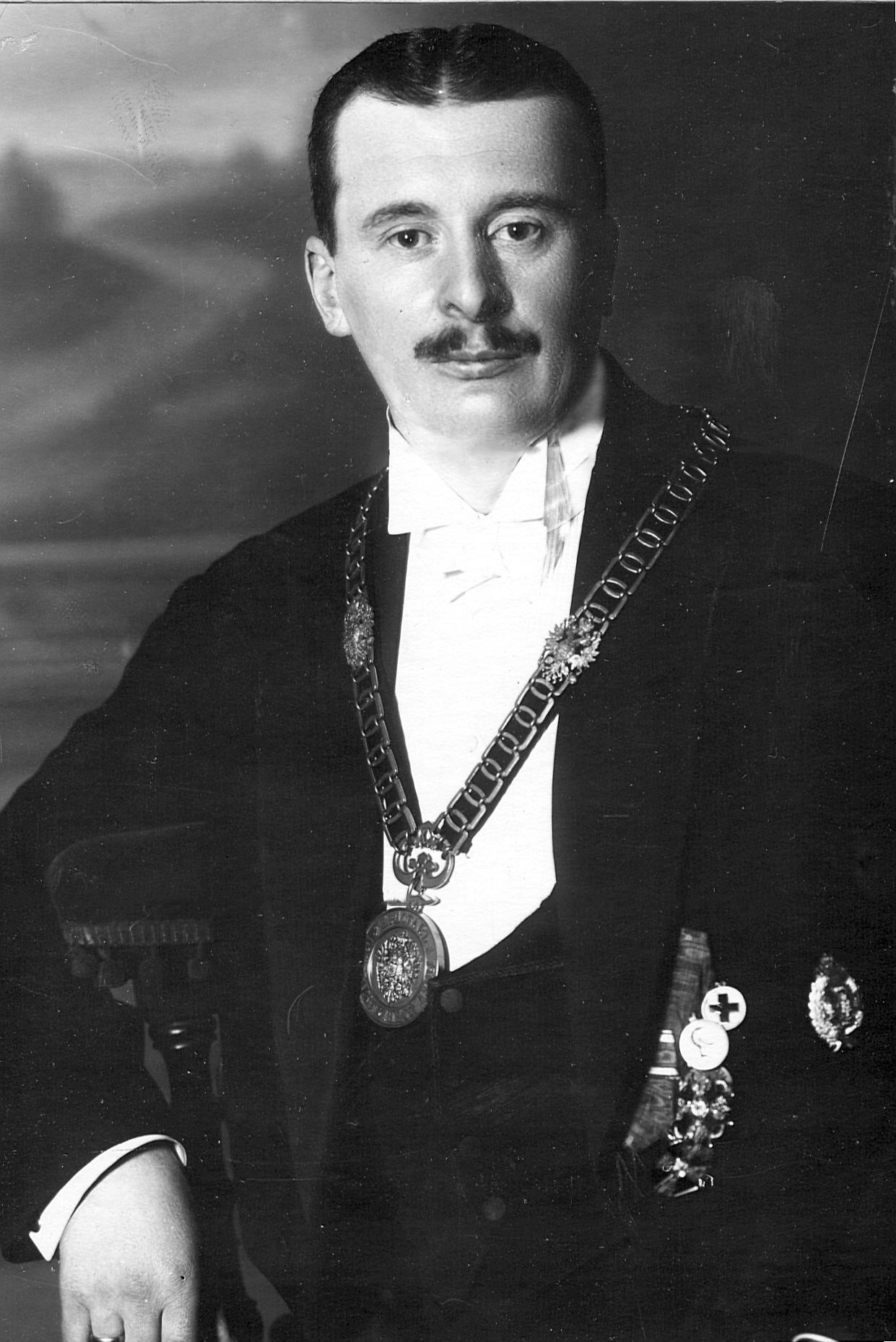
Эрик Ферзен, пристав Государственной Думы Российской империи

В современной России подобной должности не существует. Поддержание порядка и регламента входит в обязанности председателя, который в праве, например, отключить микрофон и лишить слова депутата, допускающего недопустимые высказывания. Вопросы безопасности обеих палат российского парламента лежат в компетенции Федеральной службы охраны.

### США
В сенате и палате представителей США пристав следит за выполнением парламентских процедур и дисциплиной как в зале заседаний, так и в помещениях отдельных подразделений обеих палат конгресса, осуществляет надзор за вспомогательными службами, сопровождает президента во время визита в конгресс. Также парламентский пристав конгресса США обладает специфическими полномочиями по обеспечению кворума. По решению палаты, он обязан обеспечить принудительное присутствие её отсутствующих членов. В качестве предупреждения конгрессмену, нарушающему нормы поведения в палате, пристав может предъявить ему булаву.

### Украина
Вопрос о введении института парламентских приставов обсуждался Верховной радой Украины в 2009 г.. Предложение принято не было. Перебранки, потасовки и массовые драки у трибуны стали типичным явлением в Верховной Раде.

## Приставы в общественных собраниях
Общественные собрания могут назначать собственных приставов для поддержания порядка во время собрания. Такое назначение имеет скорее психологический характер и не освобождает пристава, исполняющего свои обязанности во время собрания, от обычной ответственности за свои действия согласно действующему законодательству.
При организации массовых митингов роль приставов нередко выполняет полиция.